# Волошин-Петриченко, Павел Фёдорович
Павел Фёдорович Волошин-Петриченко (1888—1969) — капитан артиллерии, хормейстер и педагог; религиозный деятель русского зарубежья, участник Русского апостолата.
Участник Первой мировой и Гражданской войн.

## Биография
Родился 20 августа 1888 года в Чернигове.
Окончил Полтавский кадетский корпус (1906) и Михайловское артиллерийское училище.
Находился на военной службе, 6 августа 1910 года был произведен в 11-ю артиллерийскую бригаду. 6 января 1912 года переведен в 5-ю артиллерийскую бригаду. Дослужился до чина капитан артиллерии.
После Октябрьской революции находился в Вооруженных силах Юга России.
На 10 января 1920 года жил в общежитии № 1 в Буюк-Дере (Константинополь), затем до конца жизни находился в эмиграции во Франции.
Окончил Русскую консерваторию в Париже. Руководил хором и оркестром «Витязь», хором гимназистов и юношеским хором. Преподавал игру на струнных инструментах в Русской консерватории. Выступал в качестве руководителя оркестра в Новом театре оперетты (1946—1947) и Русской оперетте (1952—1956).
Был регентом церковного хора церкви Знамения Божией Матери в Париже. Секретарь Русской гимназии в Булони (Париж), регент церковного хора русского католического прихода византийского обряда Святой Троицы в Париже. Сотрудничал с настоятелем этого храма протоиереем Павлом Гречишкиным
Писал стихи, сценарии. Печатался в «Вестнике Общекадетского объединения». Автор повести «Три времени года в четырех стенах» («Военная быль», 1958—1959).
Умер 3 января 1969 года в г. Сен-Рафаэль (департамент Вар), Франция.